# Comuna Geaca, Cluj
Geaca este o comună în județul Cluj, Transilvania, România, formată din satele Chiriș, Geaca (reședința), Lacu, Legii, Puini și Sucutard.

## Obiective turistice și arii protejate
- Castelul Béldy
- Biserica de lemn din Lacu
- Biserica reformată din Legii
- Valea Legiilor (rezervație naturală zoologică, 13,5 ha)
- Zona lacurilor Geaca-Țaga (zonă protejată mixtă)

## Demografie
Componența etnică a comunei Geaca
     Români (75,6%)
     Maghiari (11,28%)
     Romi (3,4%)
     Alte etnii (9,72%)
Componența confesională a comunei Geaca
     Ortodocși (71,77%)
     Reformați (12,2%)
     Martori ai lui Iehova (2,06%)
     Penticostali (1,63%)
     Adventiști (1,49%)
     Alte religii (0,85%)
     Necunoscută (10%)
Conform recensământului efectuat în 2021, populația comunei Geaca se ridică la 1.410 locuitori, în scădere față de recensământul anterior din 2011, când fuseseră înregistrați 1.626 de locuitori. Majoritatea locuitorilor sunt români (75,6%), cu minorități de maghiari (11,28%) și romi (3,4%). Din punct de vedere confesional, majoritatea locuitorilor sunt ortodocși (71,77%), cu minorități de reformați (12,2%), martori ai lui Iehova (2,06%), penticostali (1,63%) și adventiști (1,49%), iar pentru 10% nu se cunoaște apartenența confesională.

## Politică și administrație
Comuna Geaca este administrată de un primar și un consiliu local compus din 9 consilieri. Primarul, Daniel-Ionuț Cheța[*], de la Partidul Social Democrat, este în funcție din 1 noiembrie 2024. Începând cu alegerile locale din 2024, consiliul local are următoarea componență pe partide politice:
|  | Partid                                 | Consilieri | Componența Consiliului | Componența Consiliului | Componența Consiliului | Componența Consiliului |
|  | -------------------------------------- | ---------- | ---------------------- | ---------------------- | ---------------------- | ---------------------- |
|  | Partidul Național Liberal              | 4          |                        |                        |                        |                        |
|  | Partidul Social Democrat               | 3          |                        |                        |                        |                        |
|  | Uniunea Democrată Maghiară din România | 1          |                        |                        |                        |                        |
|  | Alianța pentru Unirea Românilor        | 1          |                        |                        |                        |                        |

### Evoluție istorică
De-a lungul timpului populația comunei a evoluat astfel:
Geaca, Cluj - evoluția demografică

0100020003000400050001850189019101930195619772002populațiePopulația istorică din Geaca, Cluj
Date: Recensăminte sau birourile de statistică - grafică realizată de Wikipedia

## Imagini

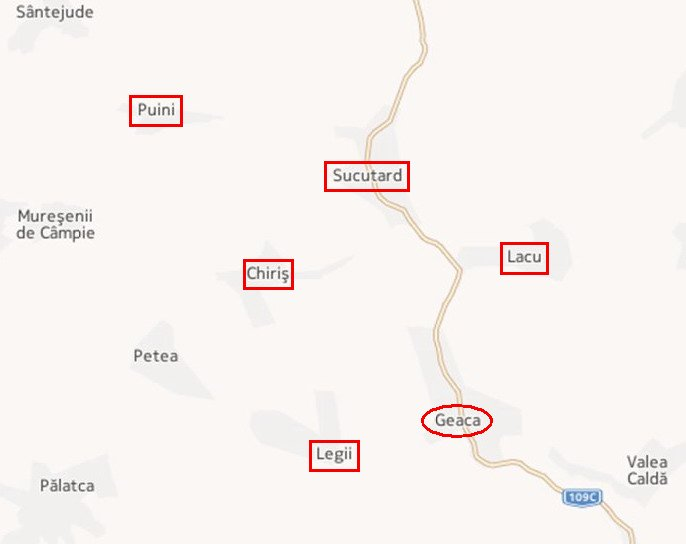
Comuna Geaca și satele componente
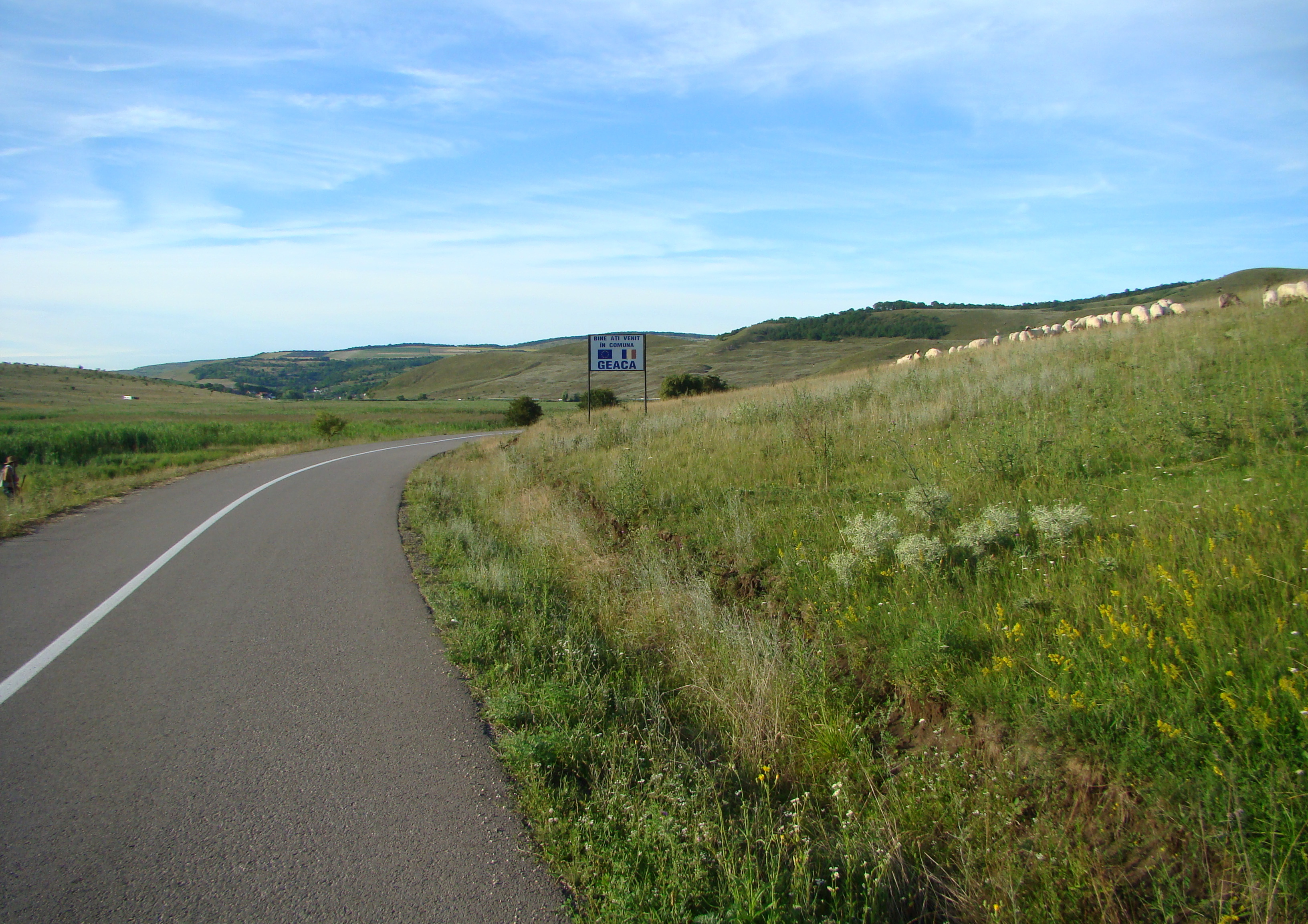
Intrarea în comuna Geaca
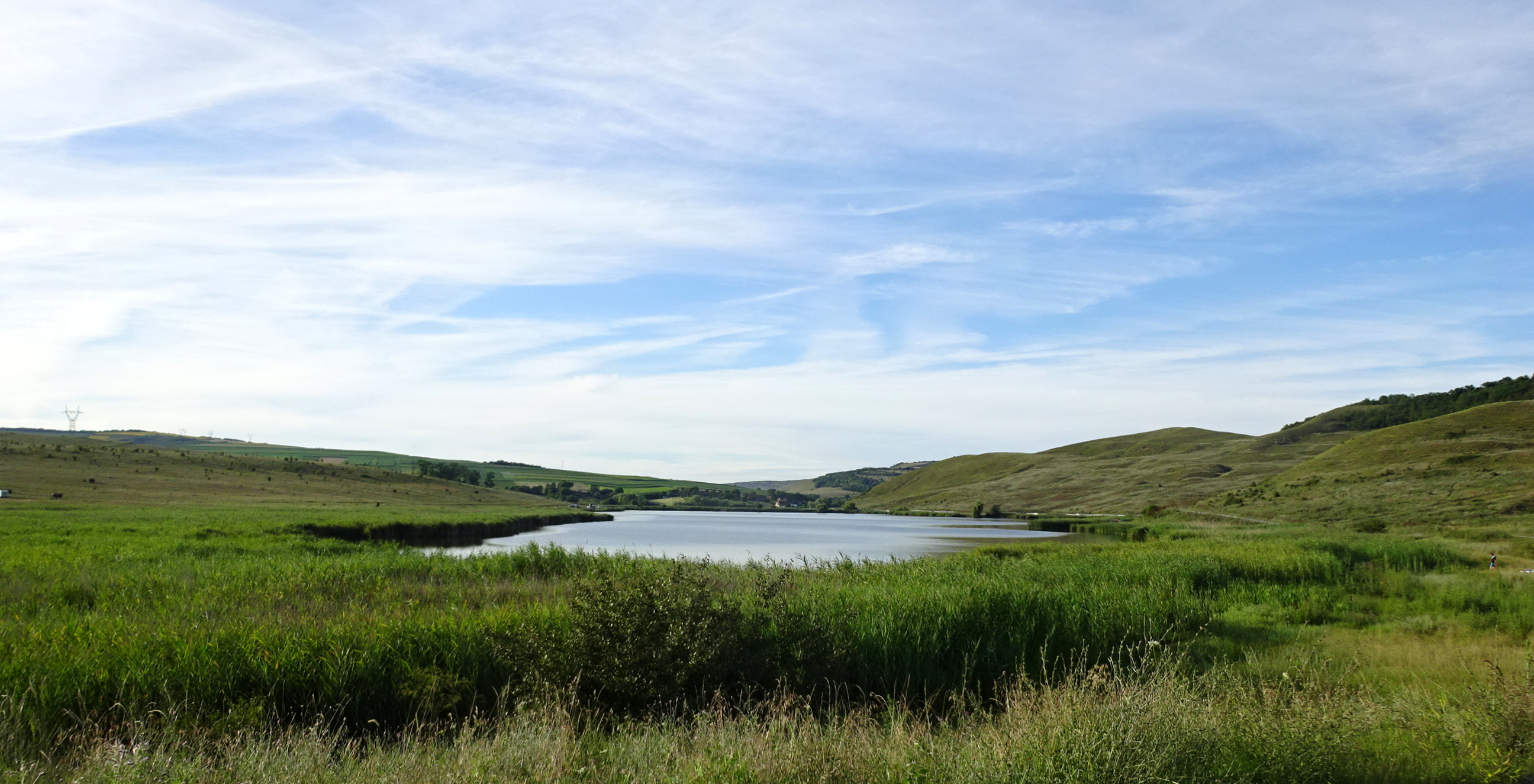
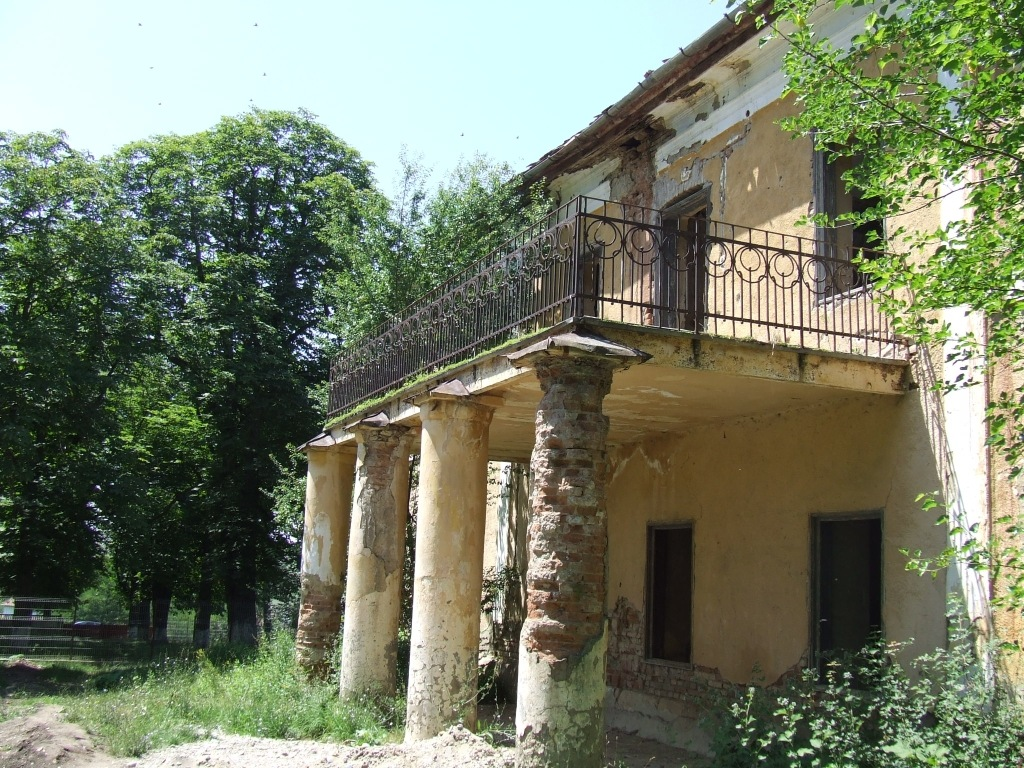
Castelul „Beldy" (monument istoric)
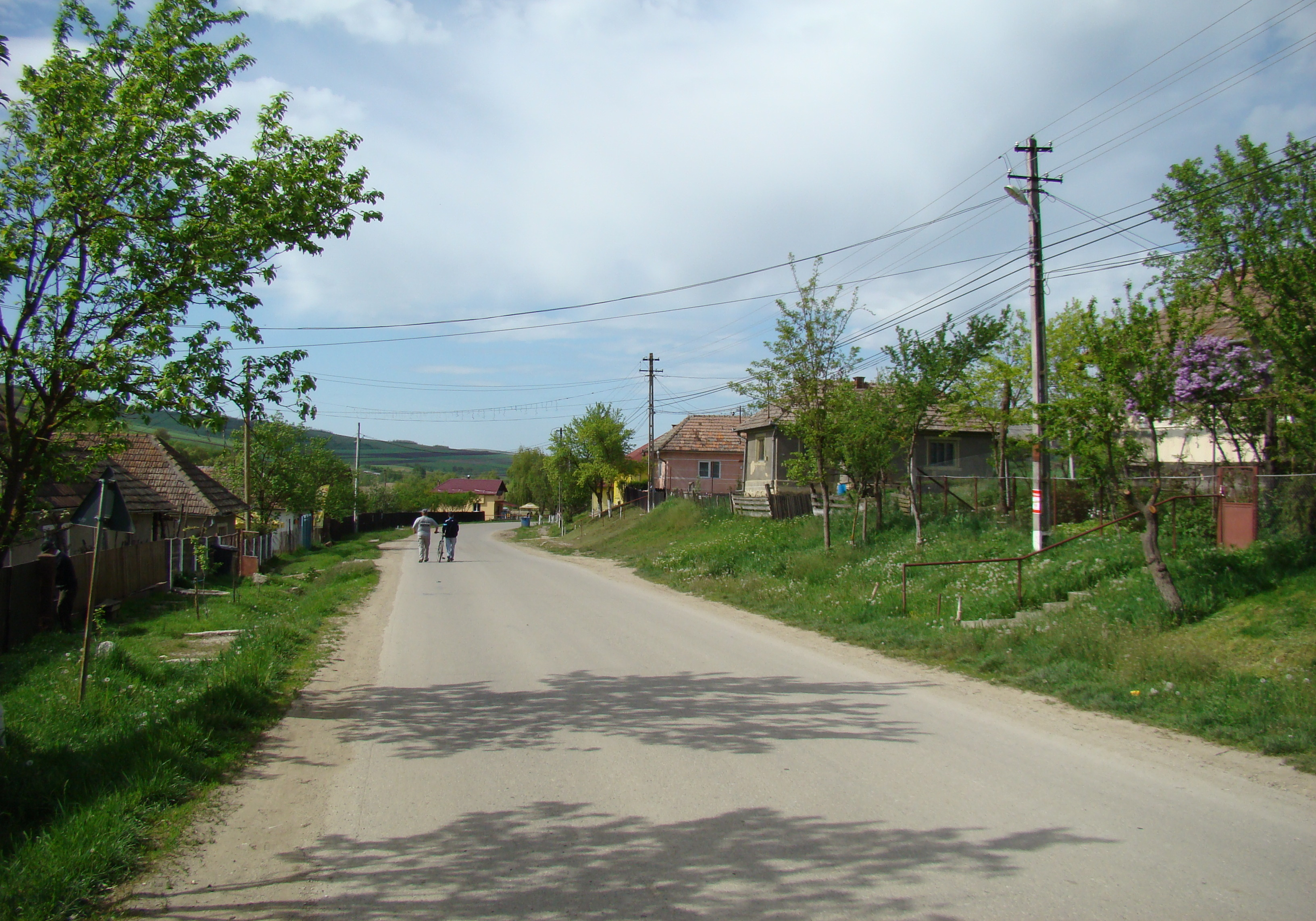
Geaca
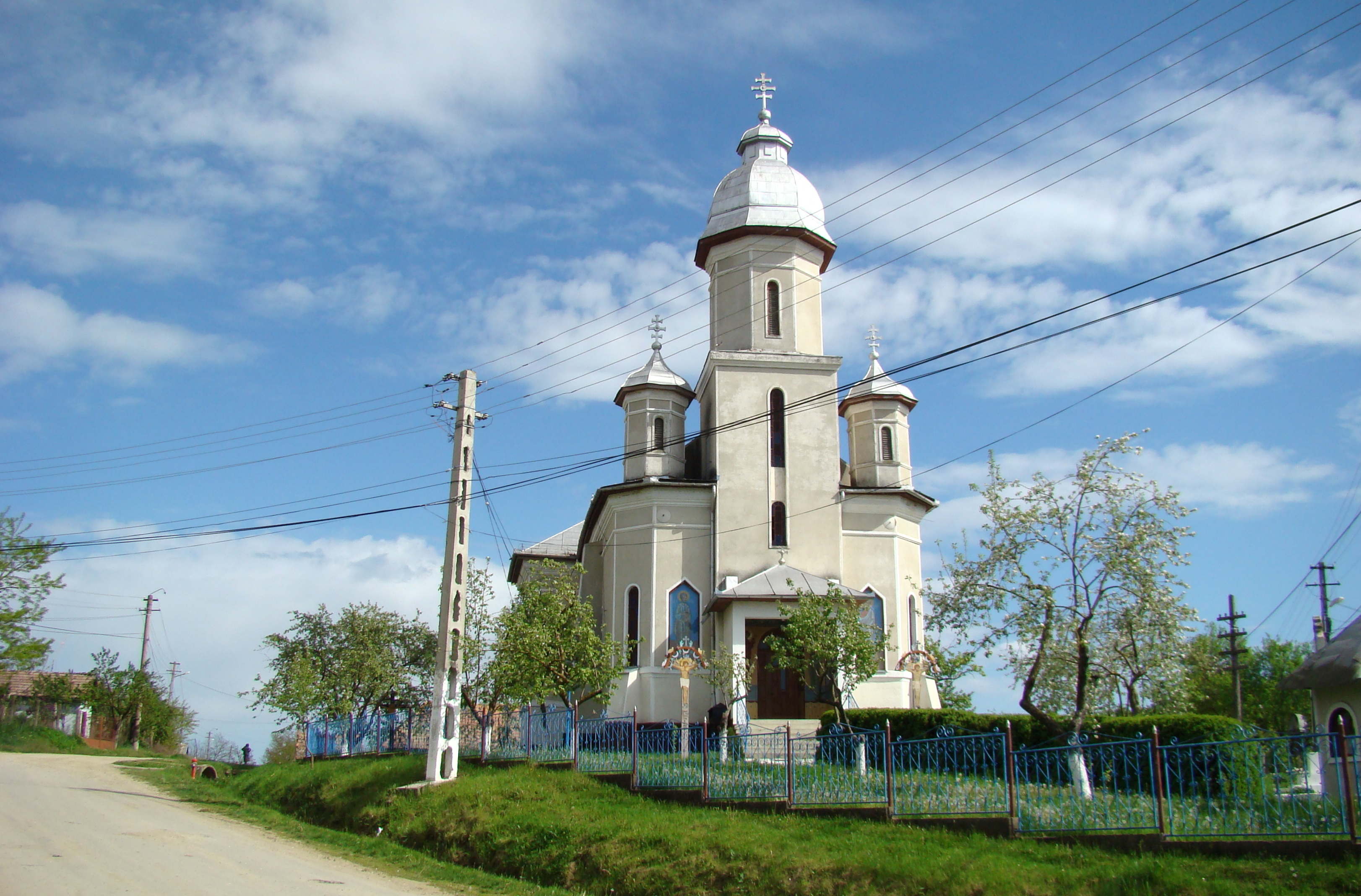
Biserica ortodoxă „Adormirea Maicii Domnului”
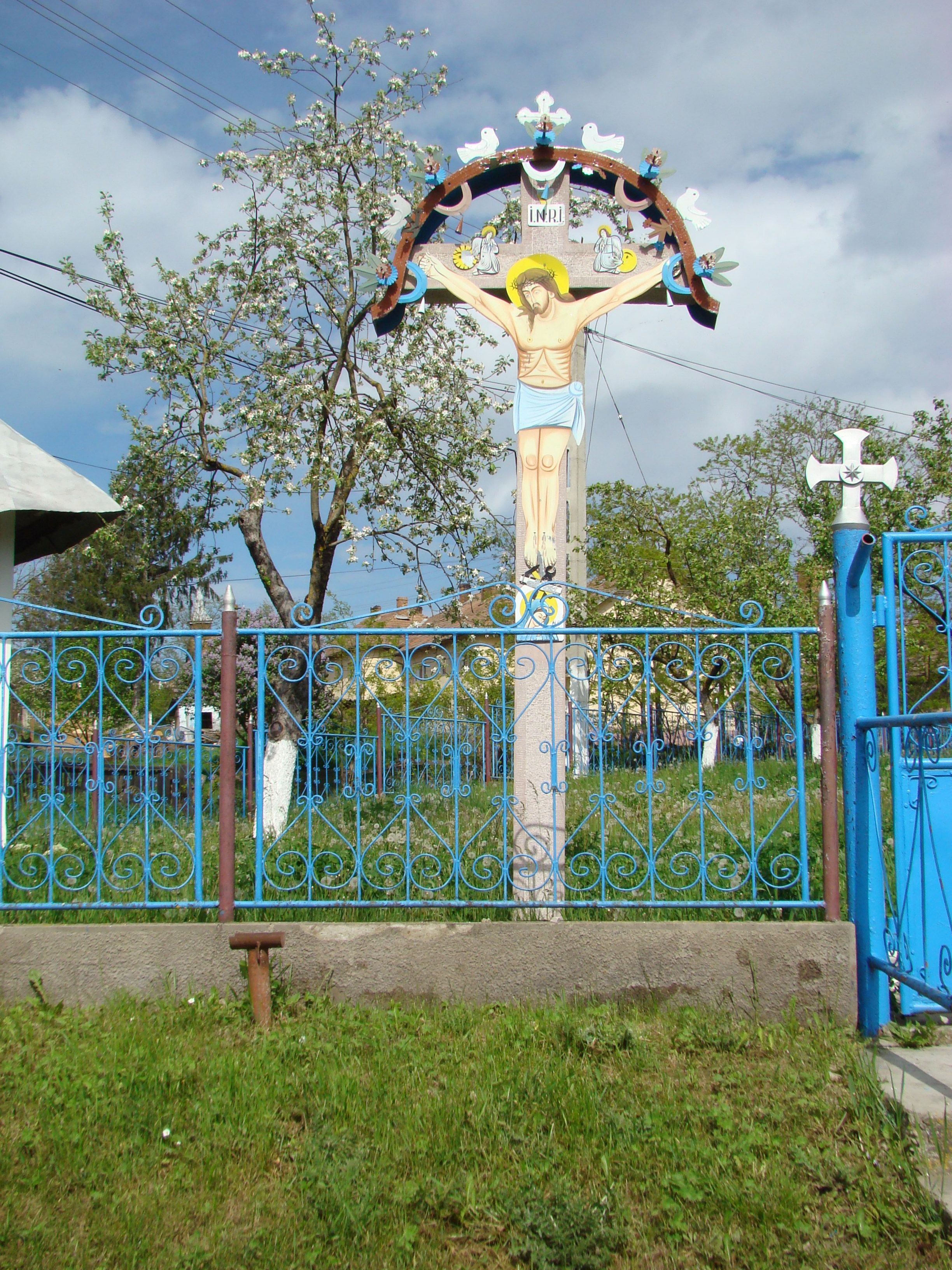
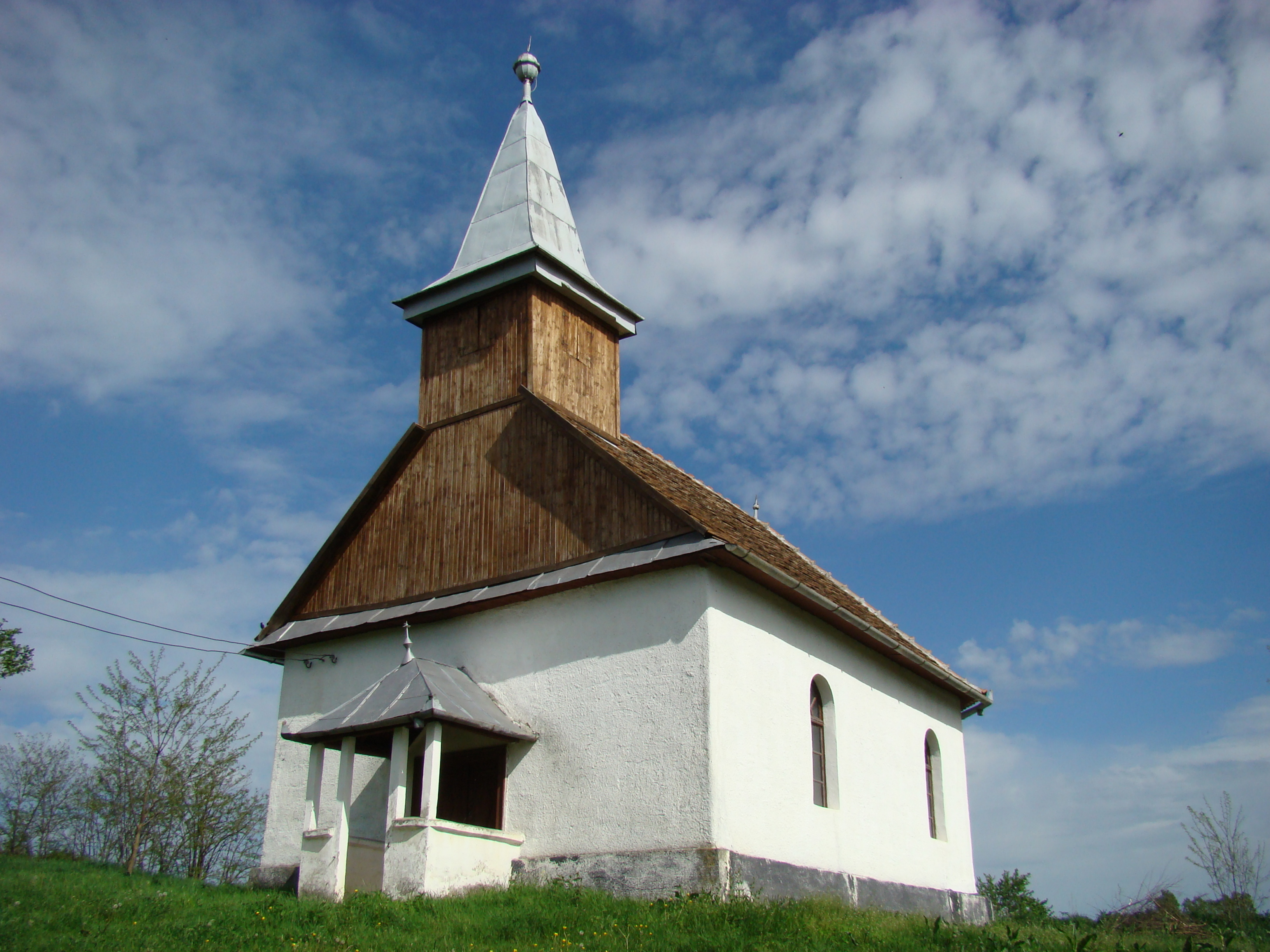
Biserica reformată din satul Geaca
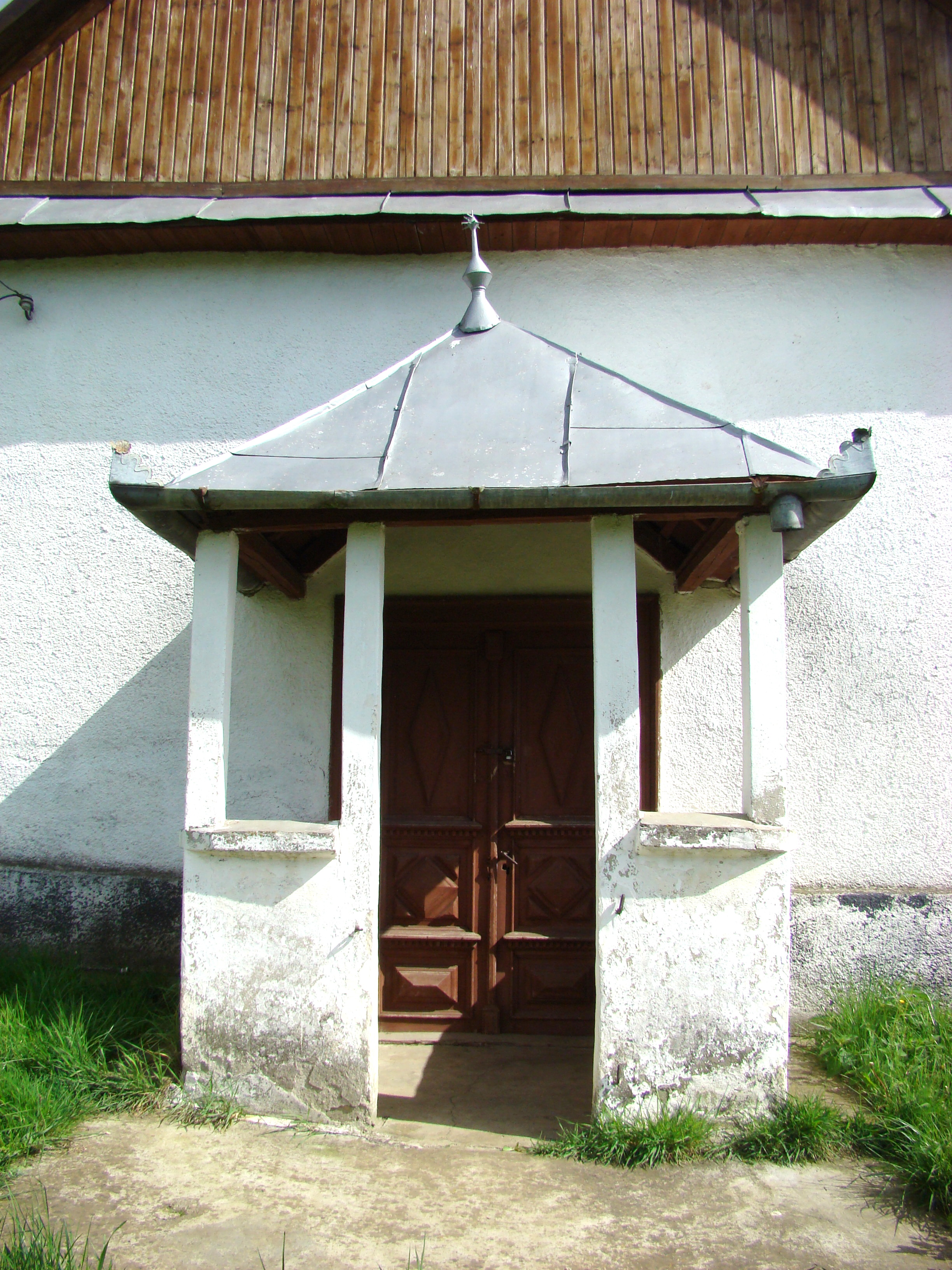
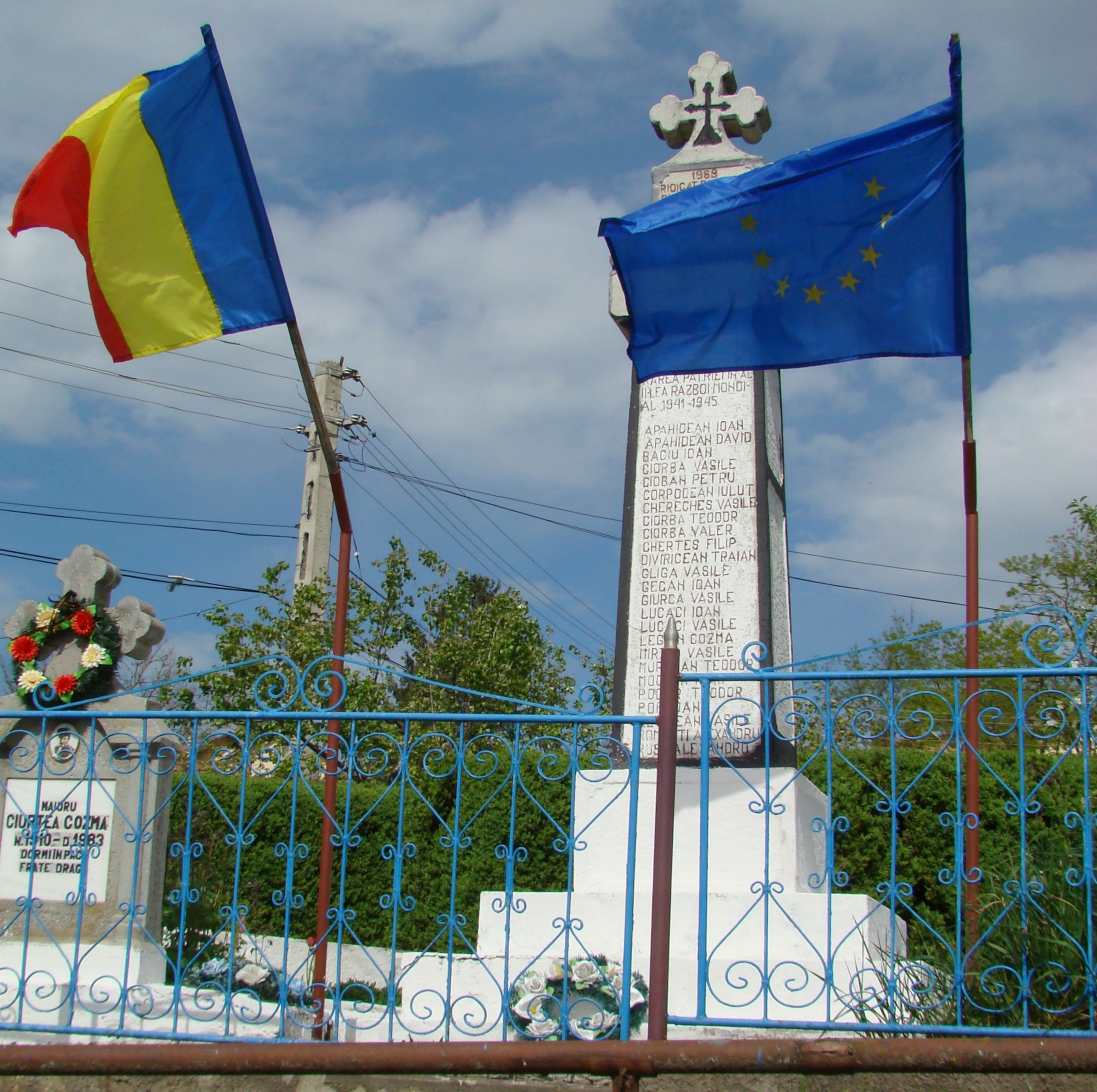
Monumentul eroilor din Geaca
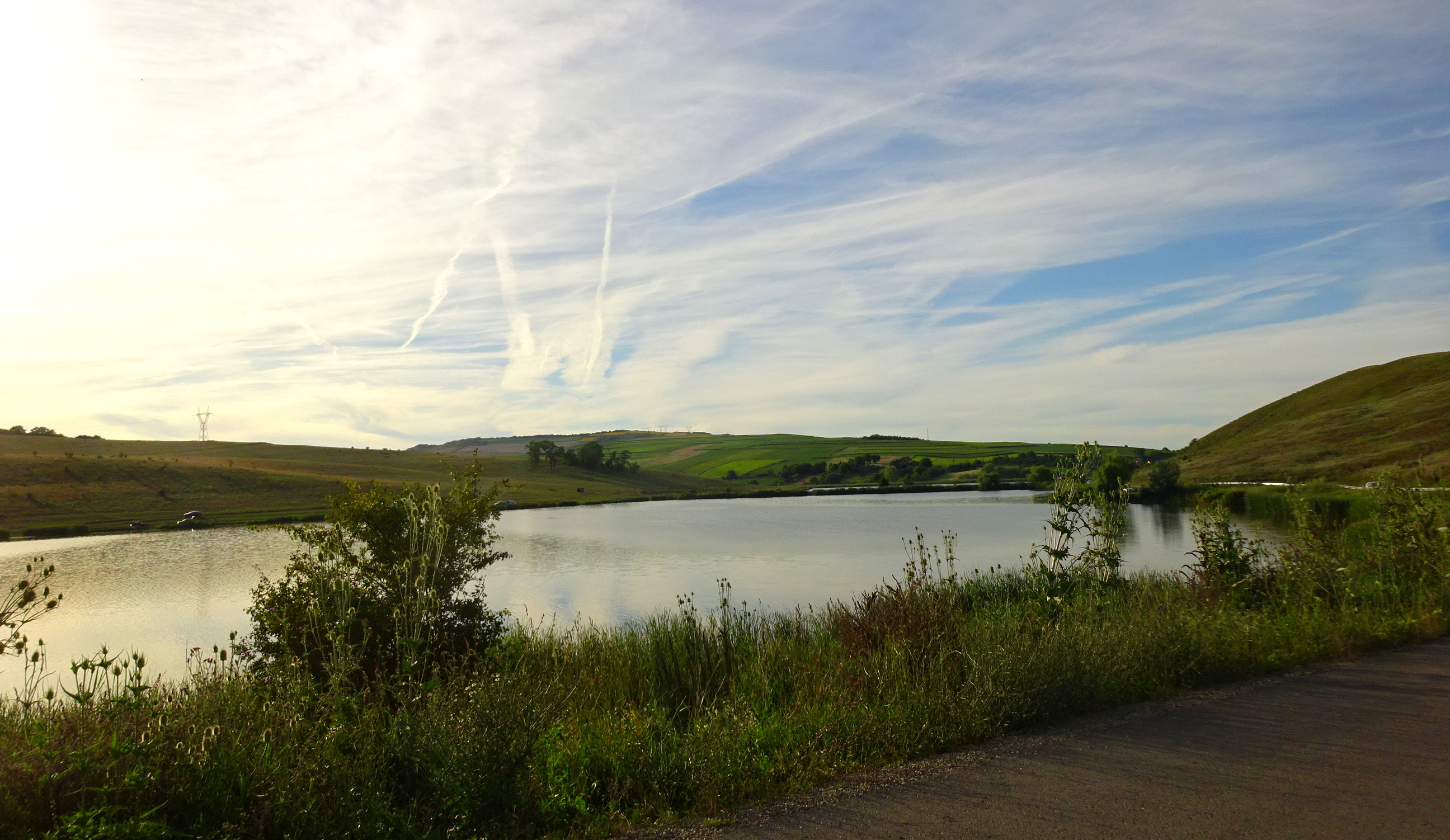
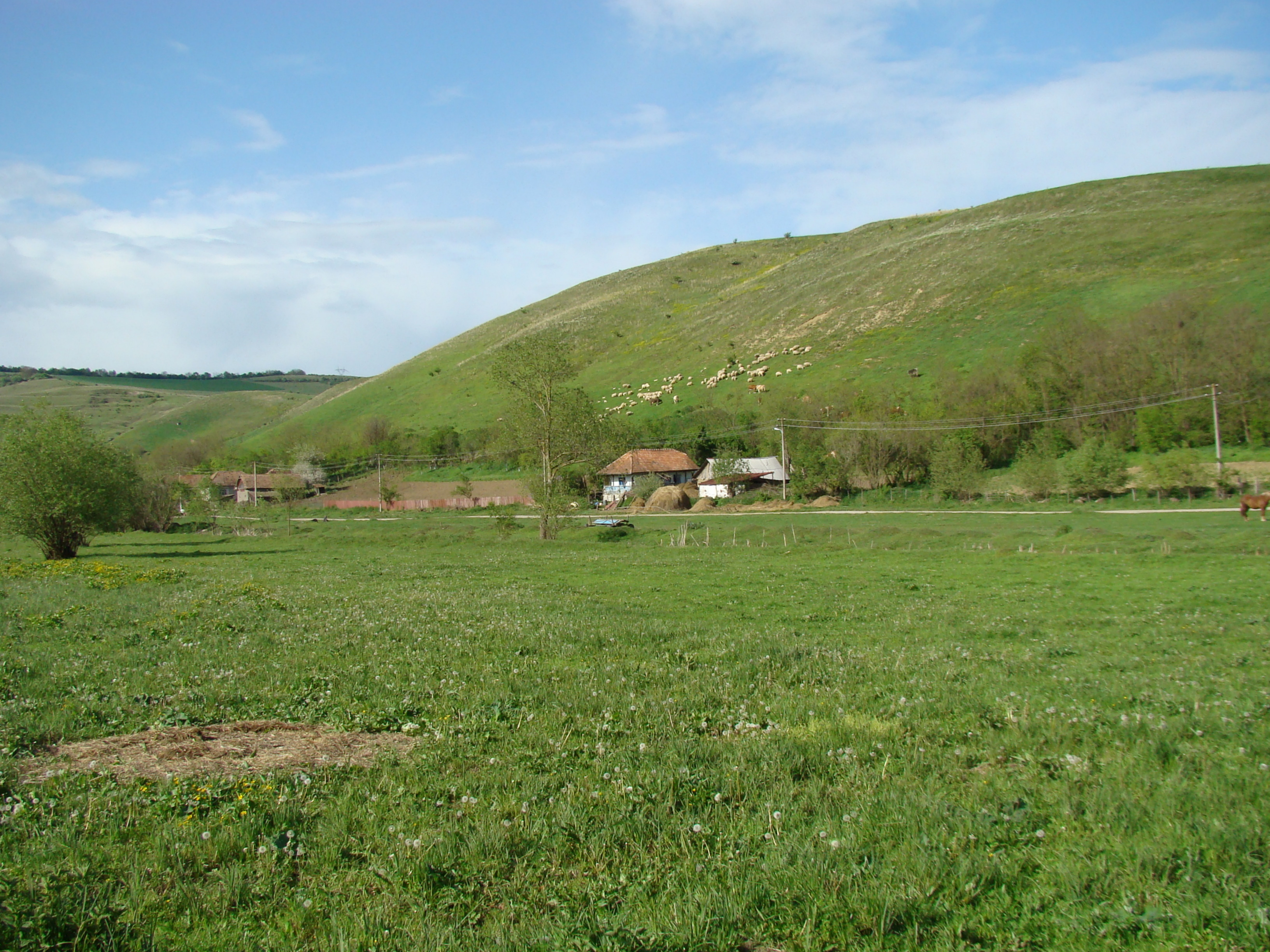
Legii
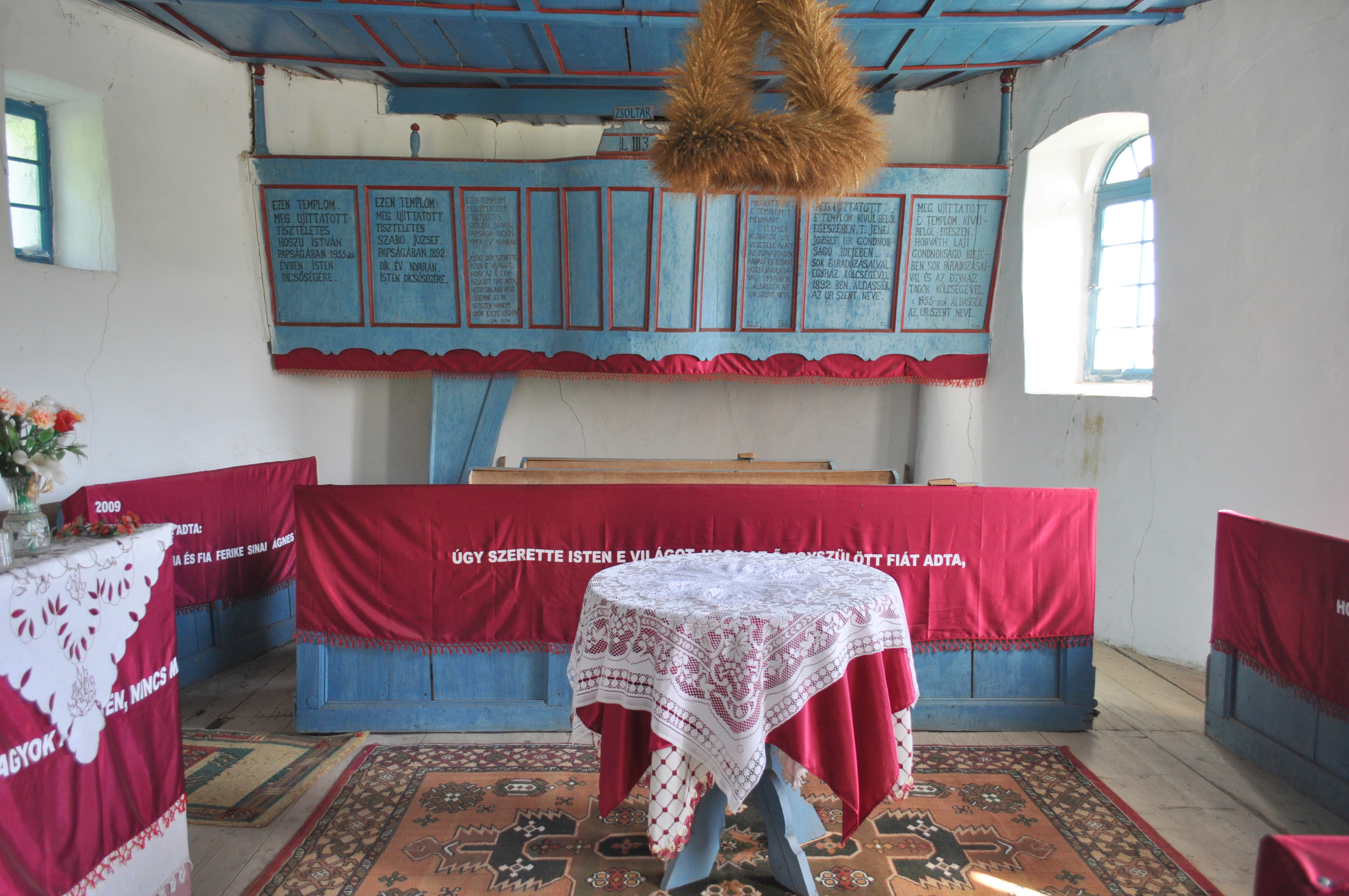
Biserica reformată din satul Legii (monument istoric)
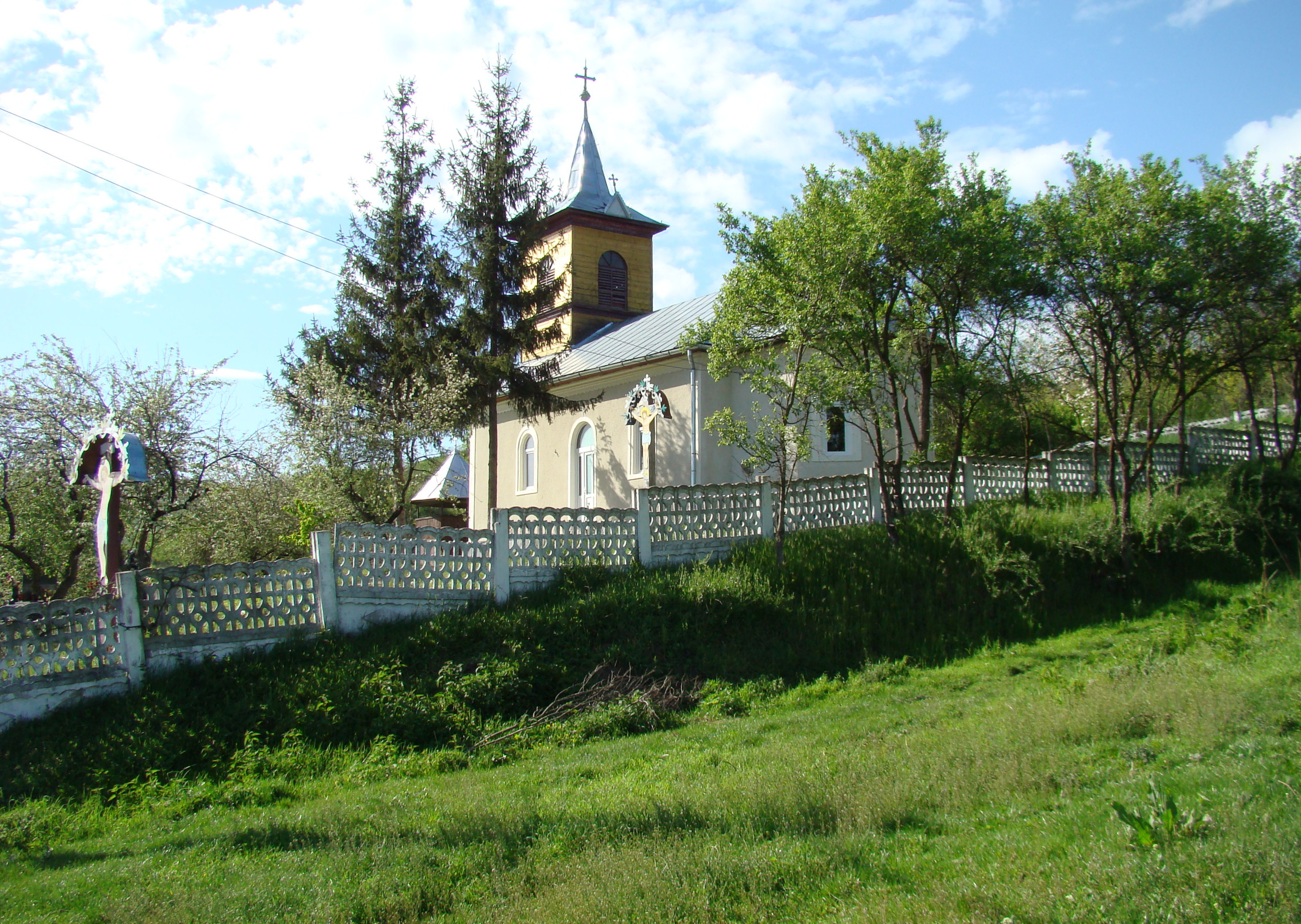
Biserica ortodoxă din satul Legii
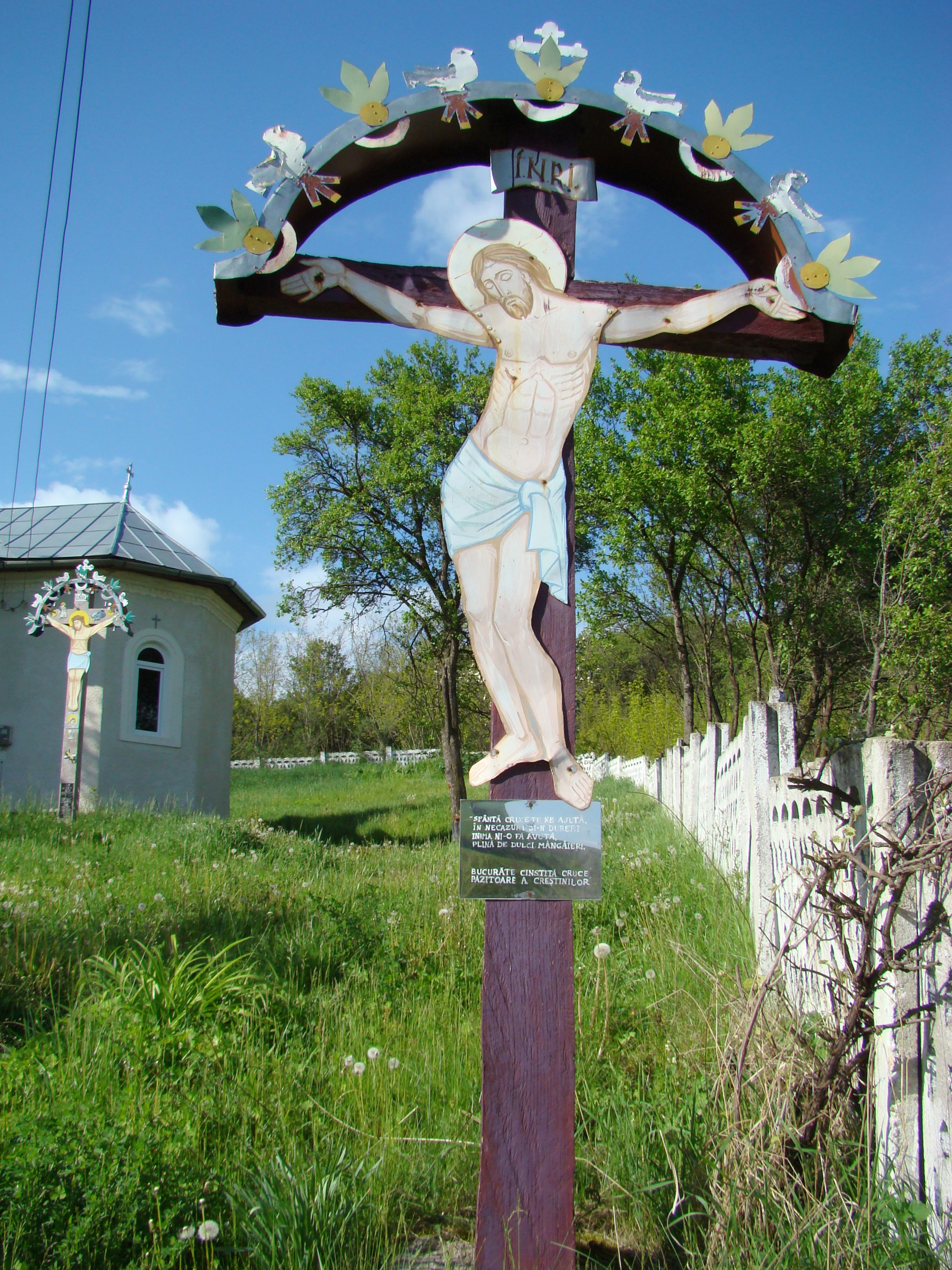
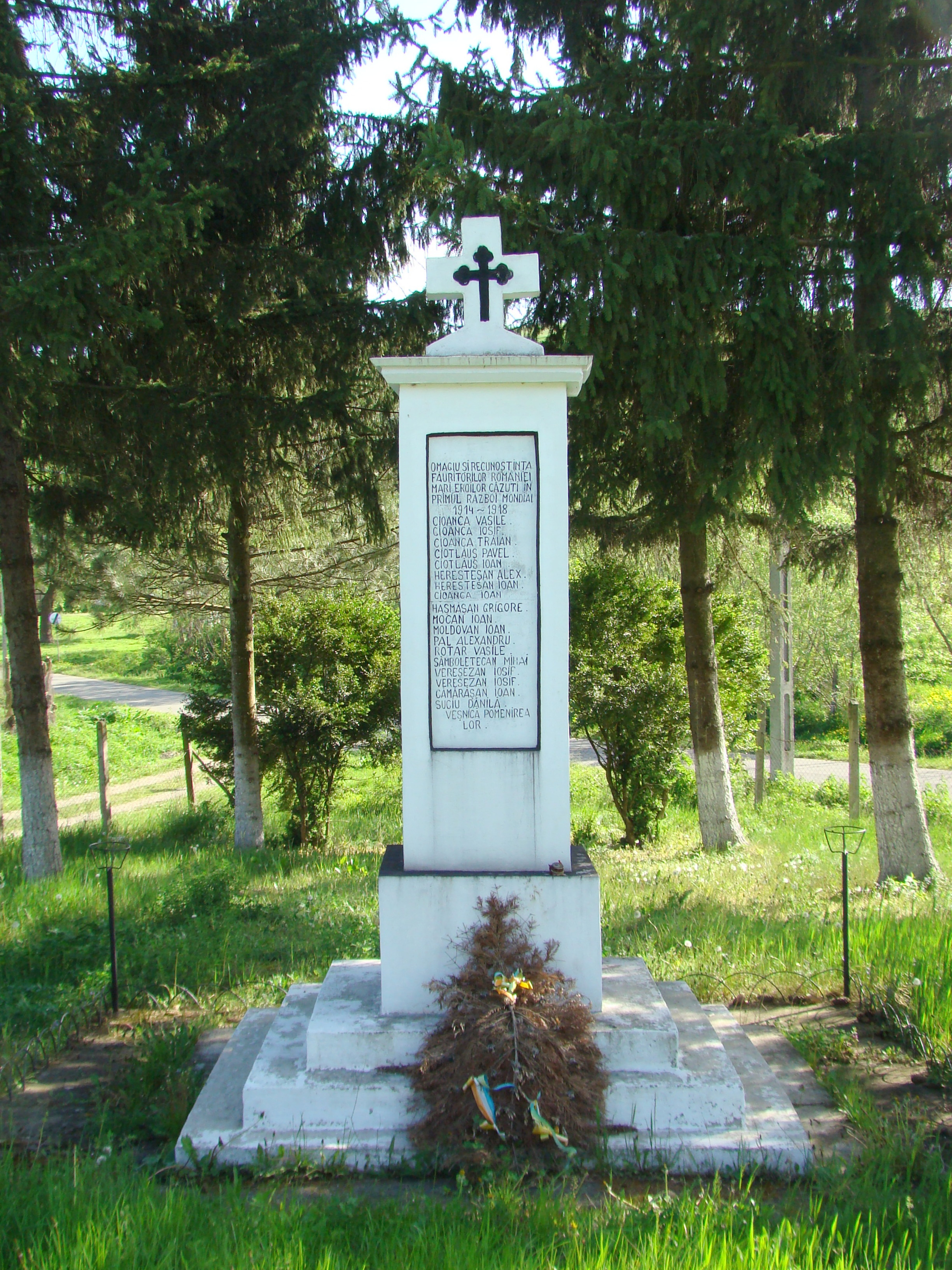
Monumentul eroilor din Legii
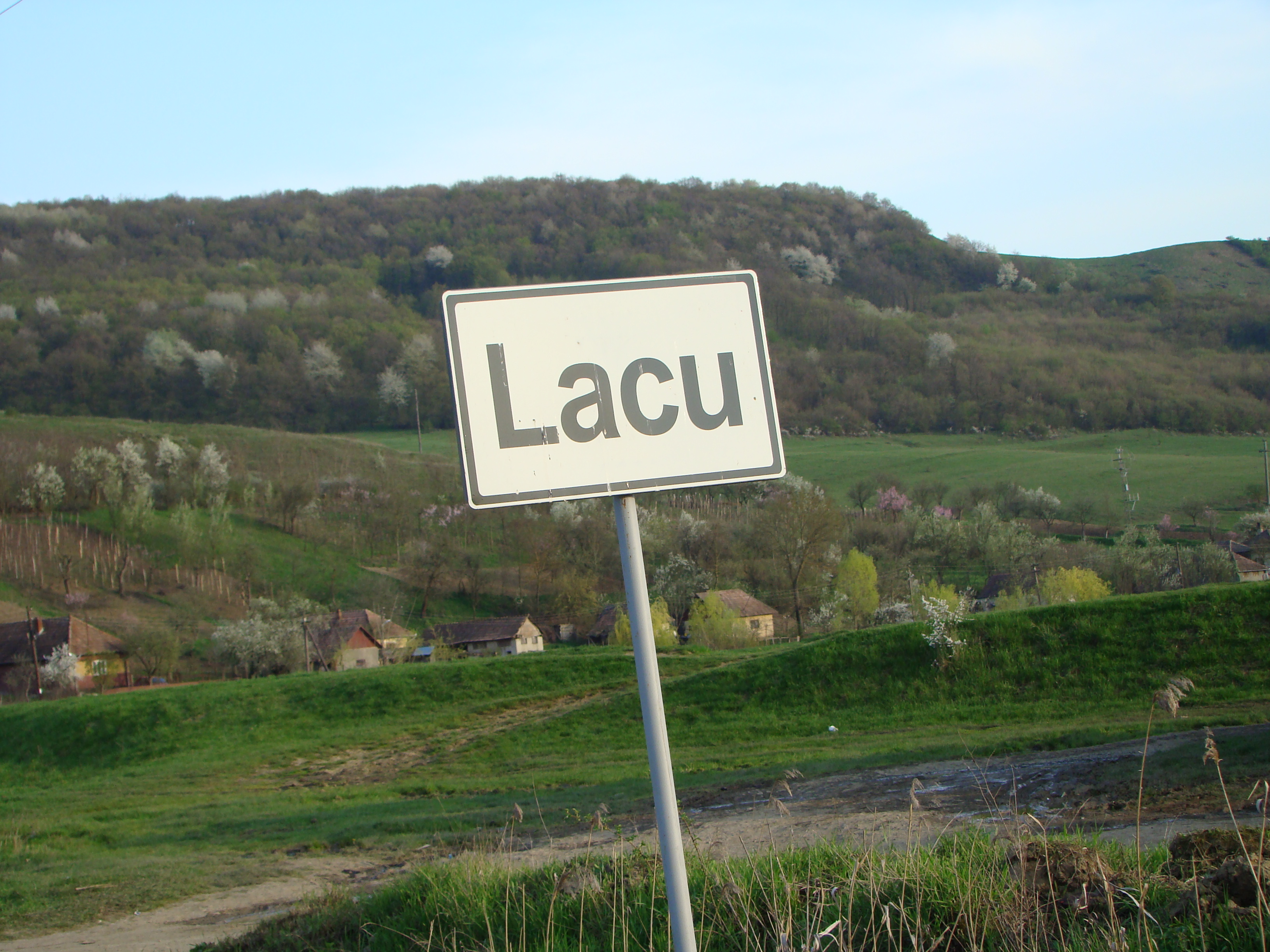
Lacu
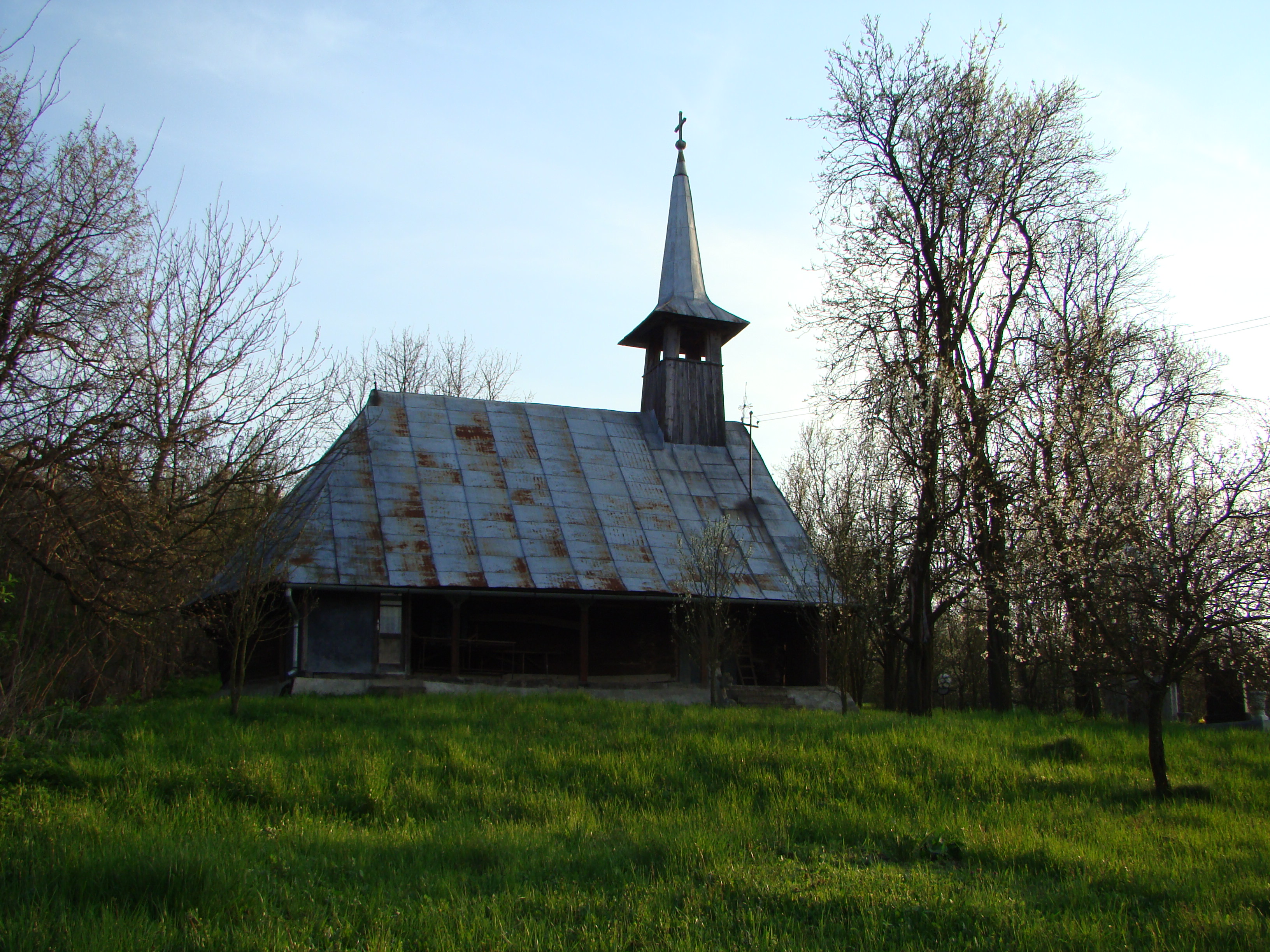
Biserica de lemn din satul Lacu (monument istoric)
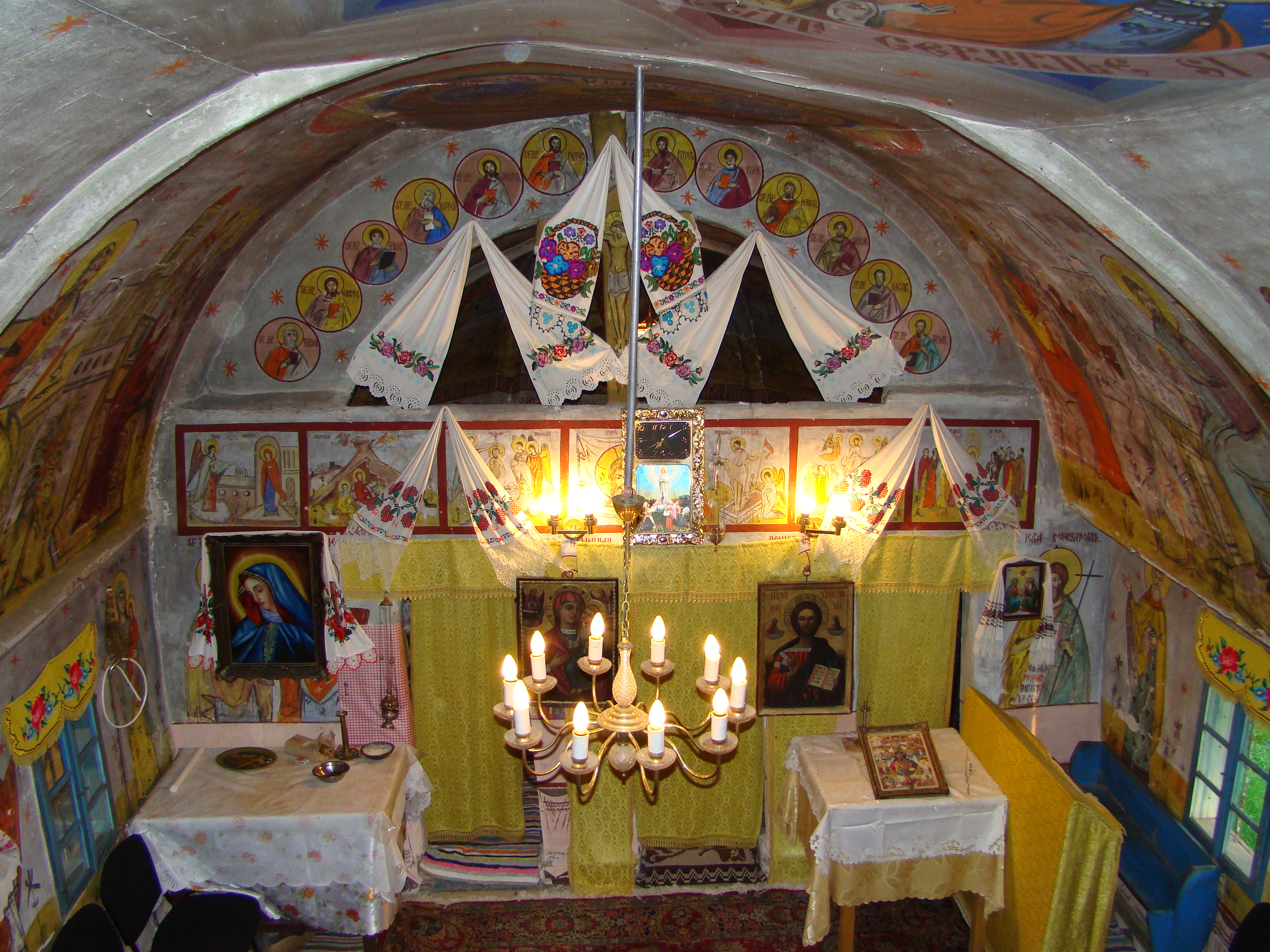
Biserica de lemn din satul Lacu (monument istoric)
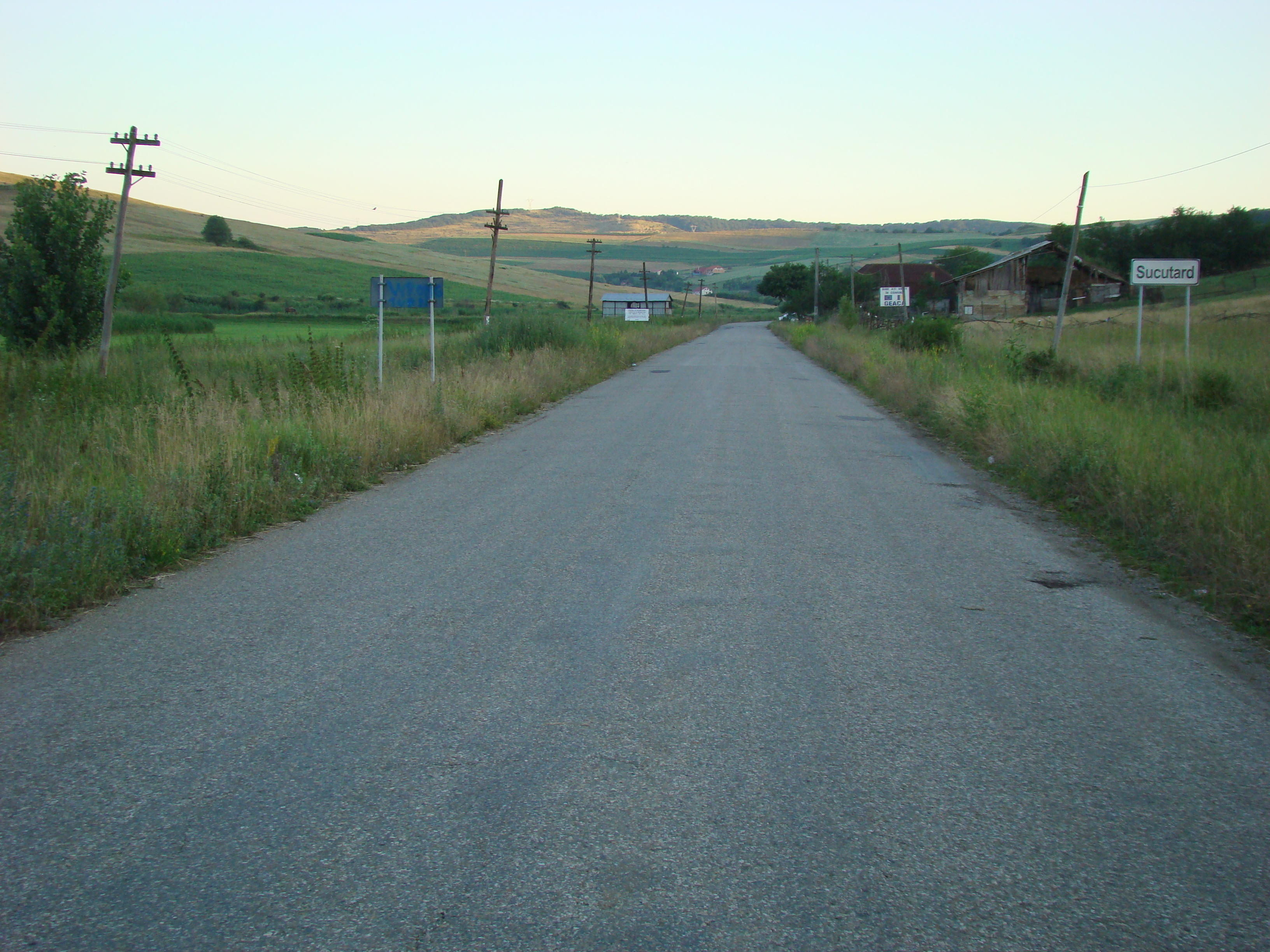
Sucutard
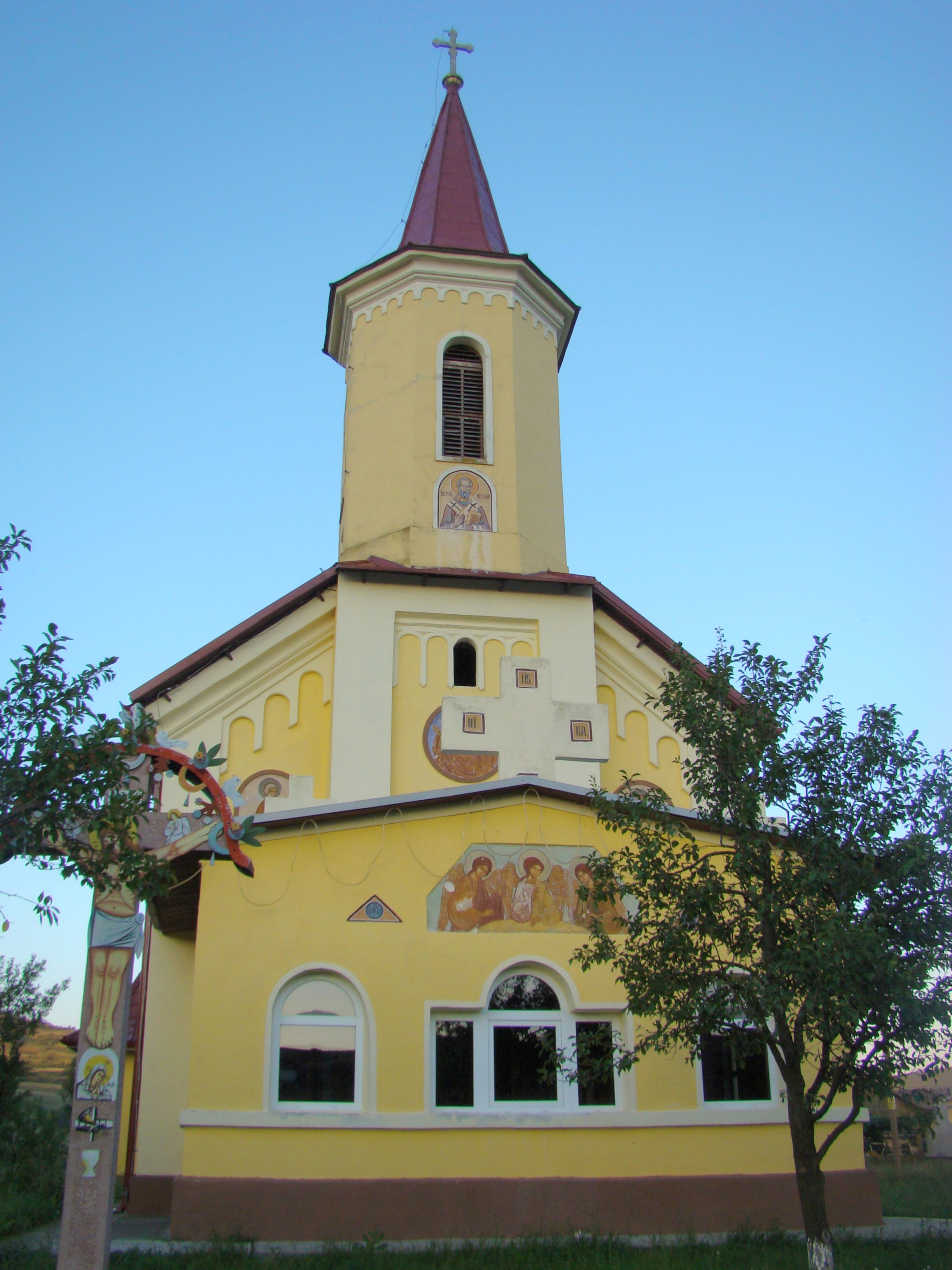
Biserica ortodoxă din Sucutard
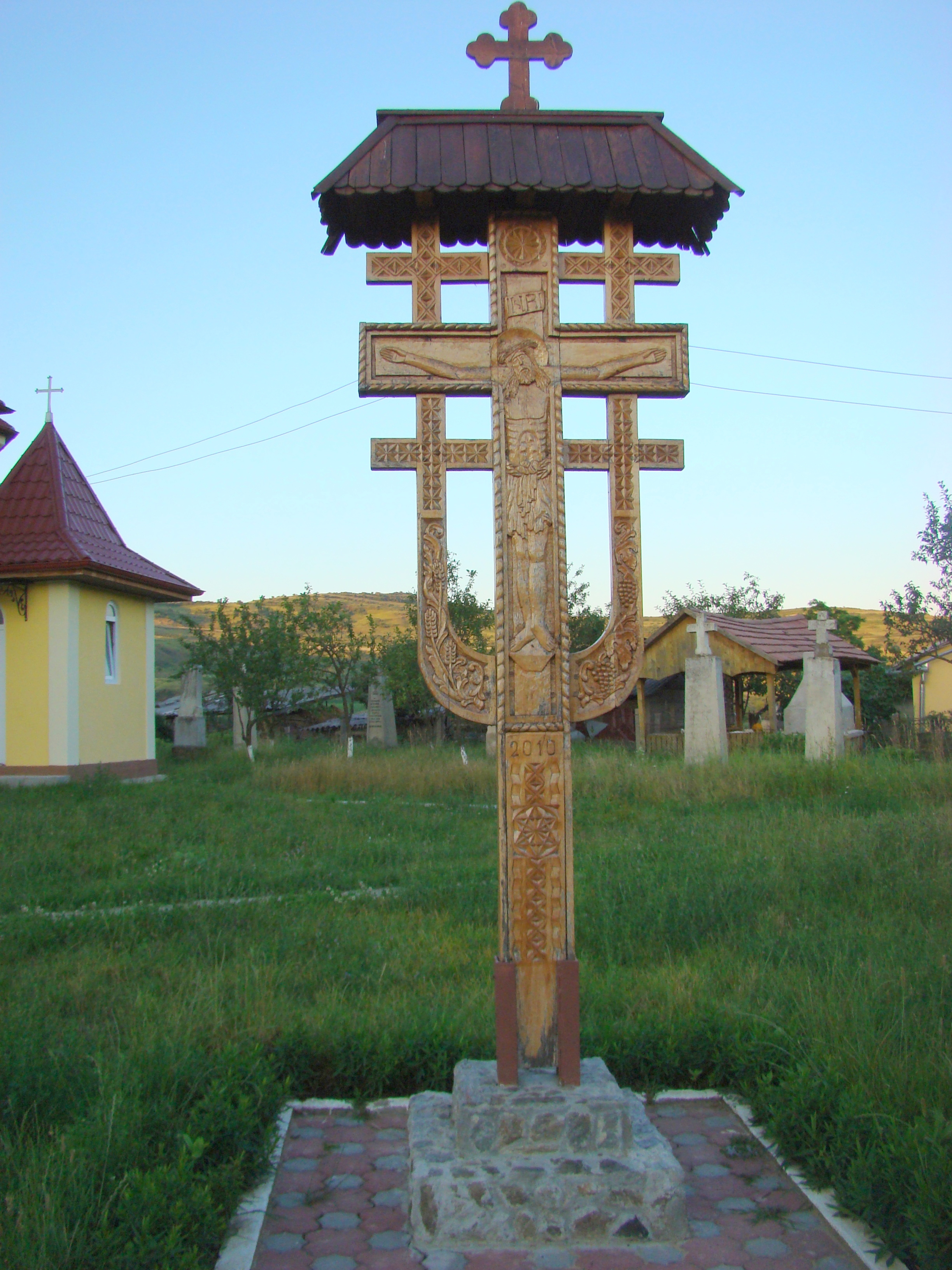
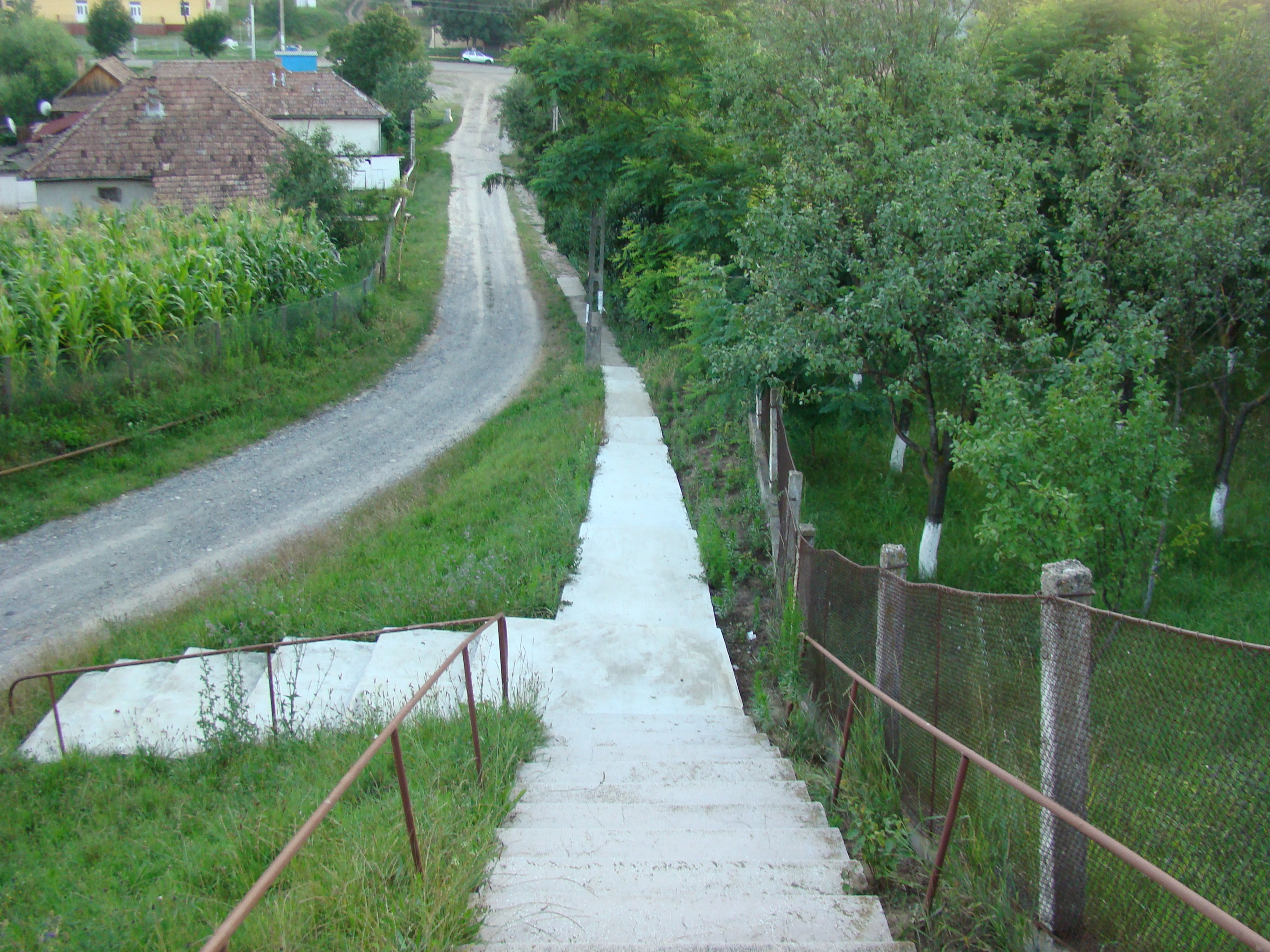
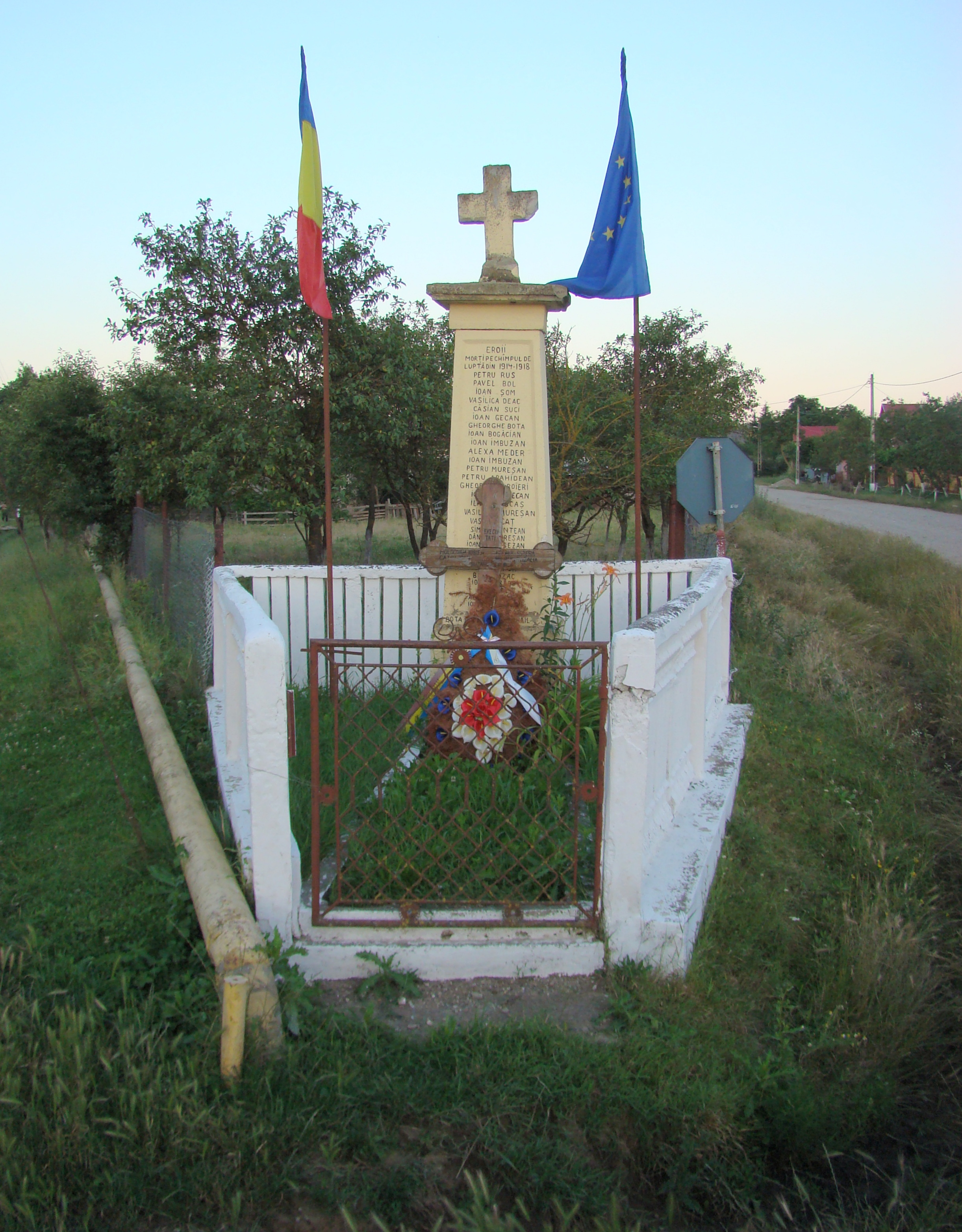
Monumentul Eroilor din Sucutard
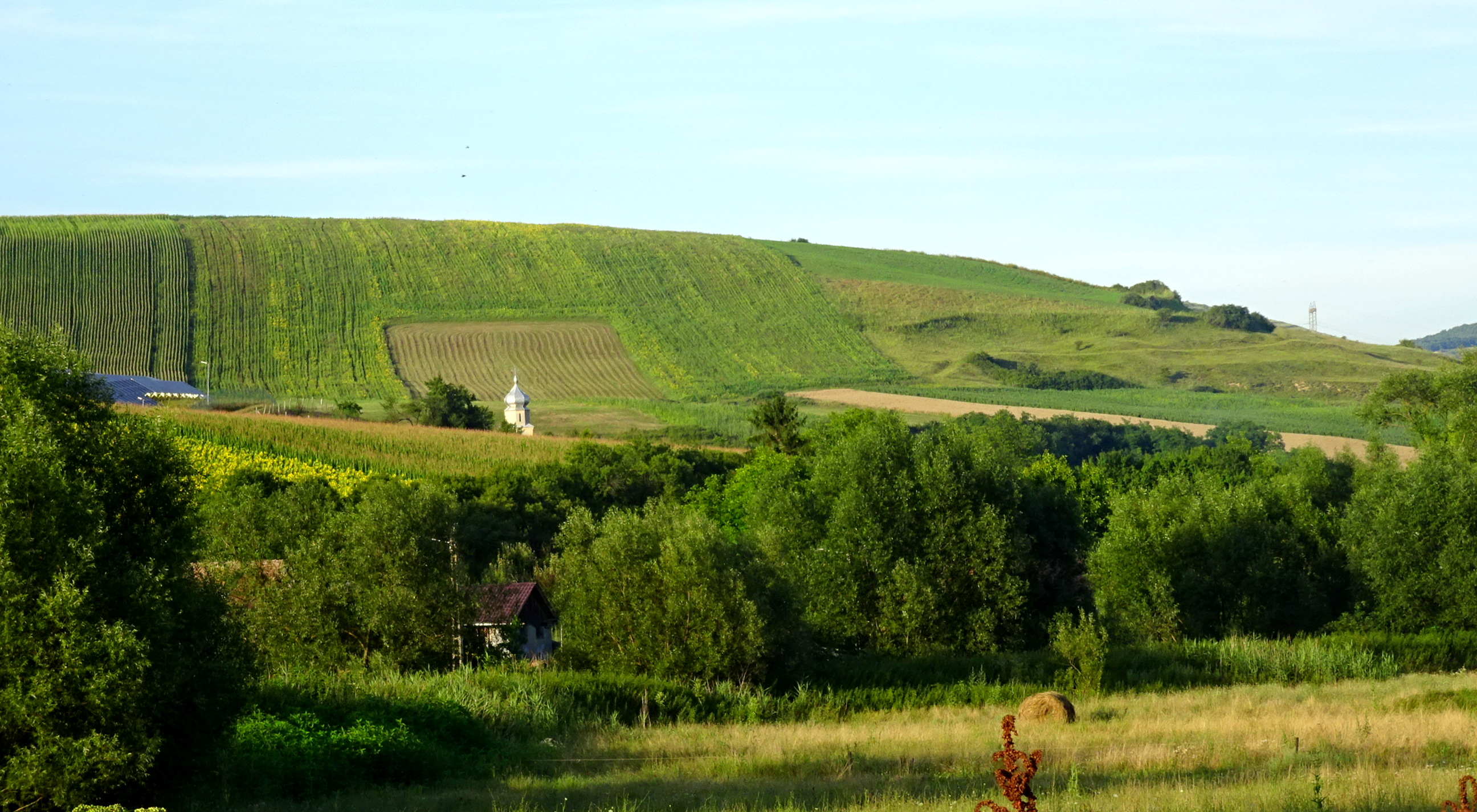
Chiriș
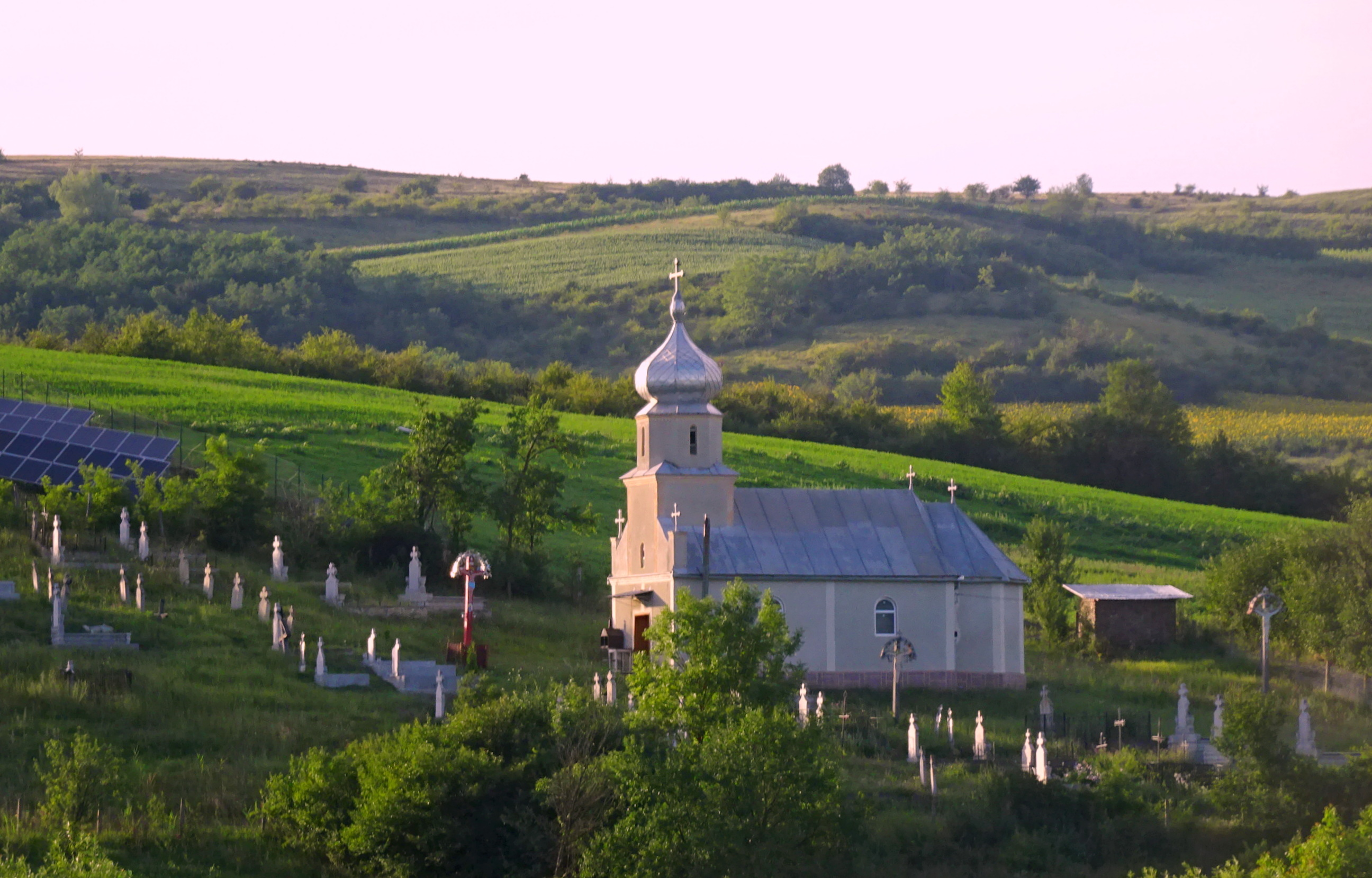
Biserica Sfântul Prooroc Ilie Tesviteanul
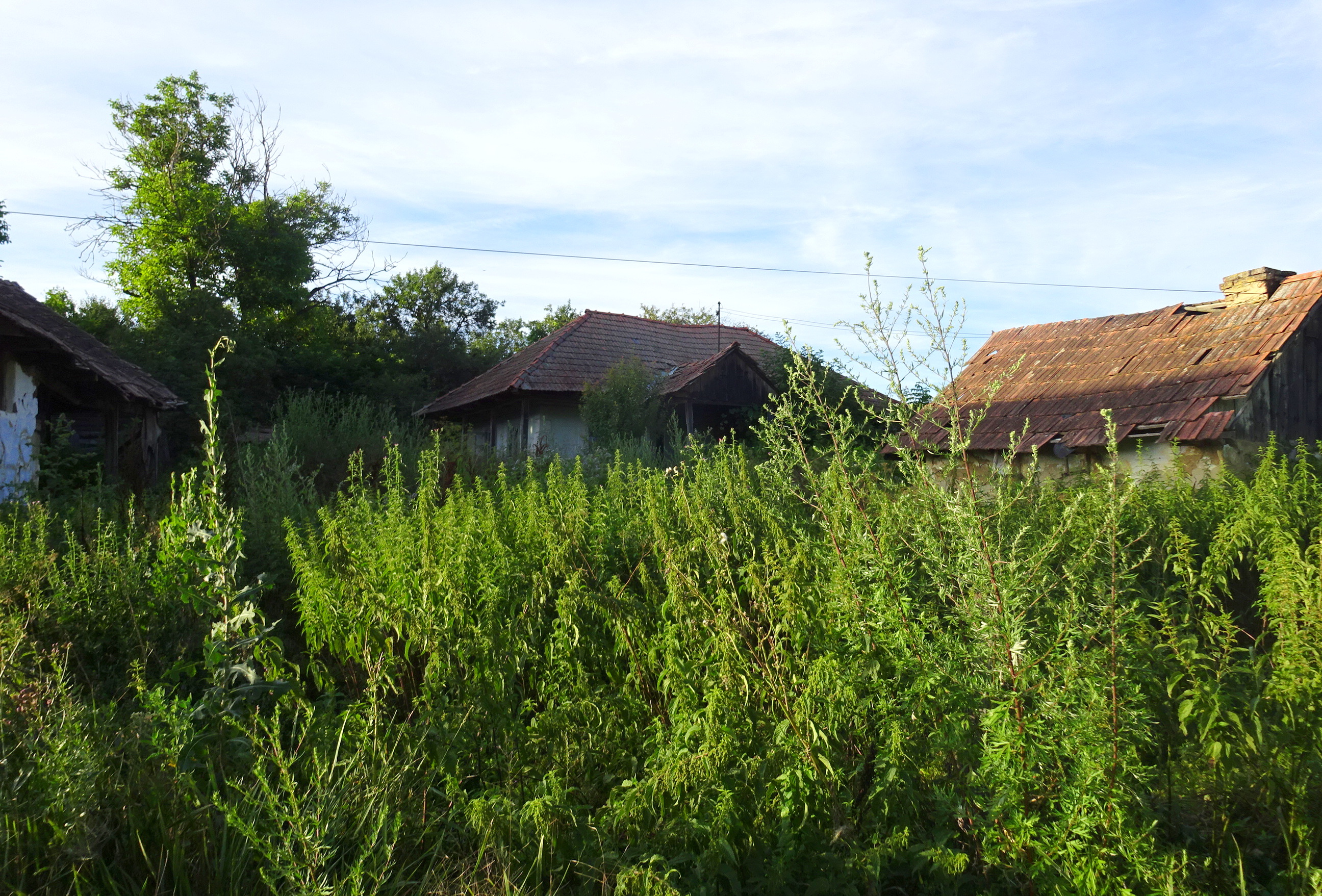
Chiriș